# Liste der denkmalgeschützten Objekte in Nestelbach bei Graz
Die Liste der denkmalgeschützten Objekte in Nestelbach bei Graz enthält die denkmalgeschützten, unbeweglichen Objekte der österreichischen Gemeinde Nestelbach bei Graz im steirischen Bezirk Graz-Umgebung.

## Denkmäler
| Foto |                 | Denkmal                                                                   | Standort                                          | Beschreibung | Metadaten |
| ---- | --------------- | ------------------------------------------------------------------------- | ------------------------------------------------- | --- | --- |
| ja   | Datei hochladen | Kath. Pfarrkirche hl. Jakobus der Ältere HERIS-ID: 51690 Objekt-ID: 57415 | Kirchplatz Standort KG: Nestelbach                | Die Pfarrkirche Nestelbach ist dem heiligen Jakobus d. Älteren geweiht. Die erste Erwähnung eines Gutshofes mit Eigenkirche geschah 860. Nestelbach war lange eine Filiale der Gleisdorfer Pfarre. 1446 wurde ein Vorgängerbau jetzigen Gebäudes im gotischen Stil errichtet und erstmals urkundlich erwähnt. In den Jahren von 1779 bis 1783 erfolgte der Neubau im Stil des Spätbarocks. Als Vorbild diente die Pfarrkirche Laxenburg in Niederösterreich. Der Friedhof wurde um die neue Kirche herum angelegt. Aus Platzgründen verlegte man diesen auf den Hügelrücken oberhalb der Pfarrkirche. In den 1930er und 1940er Jahren wurden die letzten Grabinschriften von der Kirchenmauer entfernt. Die letzte Generalsanierung der Kirche fand im Jahr 1993 statt. | BDA-Hist.: Q1274597 Status: § 2a Stand der BDA-Liste: 2025-06-30 Name: Kath. Pfarrkirche hl. Jakobus der Ältere GstNr.: .1 Pfarrkirche Nestelbach |
| ja   | Datei hochladen | Figurenbildstock hl. Johannes Nepomuk HERIS-ID: 96976 Objekt-ID: 112665   | Kirchplatz 3, in der Nähe Standort KG: Nestelbach | Der Figurenbildstock des Brückenheiligen steht direkt am Stiegenaufgang zur Pfarrkirche. Der Bildstock stand einst in unmittelbarer Nähe einer Brücke unter dem Talübergang der Südautobahn, bevor er auf den Nestelbacher Dorfplatz und schließlich auf seinen heutigen Standort versetzt wurde. | BDA-Hist.: Q105646728 Status: § 2a Stand der BDA-Liste: 2025-06-30 Name: Figurenbildstock hl. Johannes Nepomuk GstNr.: .1                         |